# Kada Delić
Kada Delić (ur. 10 lipca 1965 w Tuzli) – bośniacka lekkoatletka specjalizująca się w chodzie sportowym, dwukrotna uczestniczka letnich igrzysk olimpijskich (Barcelona 1992 oraz Atlanta 1996) oraz mistrzostw świata (Stuttgart 1993 oraz Göteborg 1995). Jako trenerka reprezentacji lekkoatletycznej Bośni i Hercegowiny uczestniczyła również w Igrzyskach Olimpijskich w Sydney (2000) oraz Atenach (2004). W latach 1997–2001 była członkiem Komitetu Olimpijskiego Bośni i Hercegowiny.

## Wyniki w imprezach międzynarodowych
| Rok  | Miasto    | Zawody               | Konkurencja   | Wynik       | Czas  |
| ---- | --------- | -------------------- | ------------- | ----------- | ----- |
| 1992 | Barcelona | Igrzyska olimpijskie | chód na 10 km | 38. miejsce | 55:24 |
| 1993 | Stuttgart | Mistrzostwa świata   | chód na 10 km | 38. miejsce | 49:06 |
| 1994 | Helsinki  | Mistrzostwa Europy   | chód na 10 km | 26. miejsce | 49:58 |
| 1995 | Göteborg  | Mistrzostwa świata   | chód na 10 km | 39. miejsce | 47:43 |
| 1996 | Atlanta   | Igrzyska olimpijskie | chód na 10 km | 38. miejsce | 48:47 |